# Ōuchi Masahiro

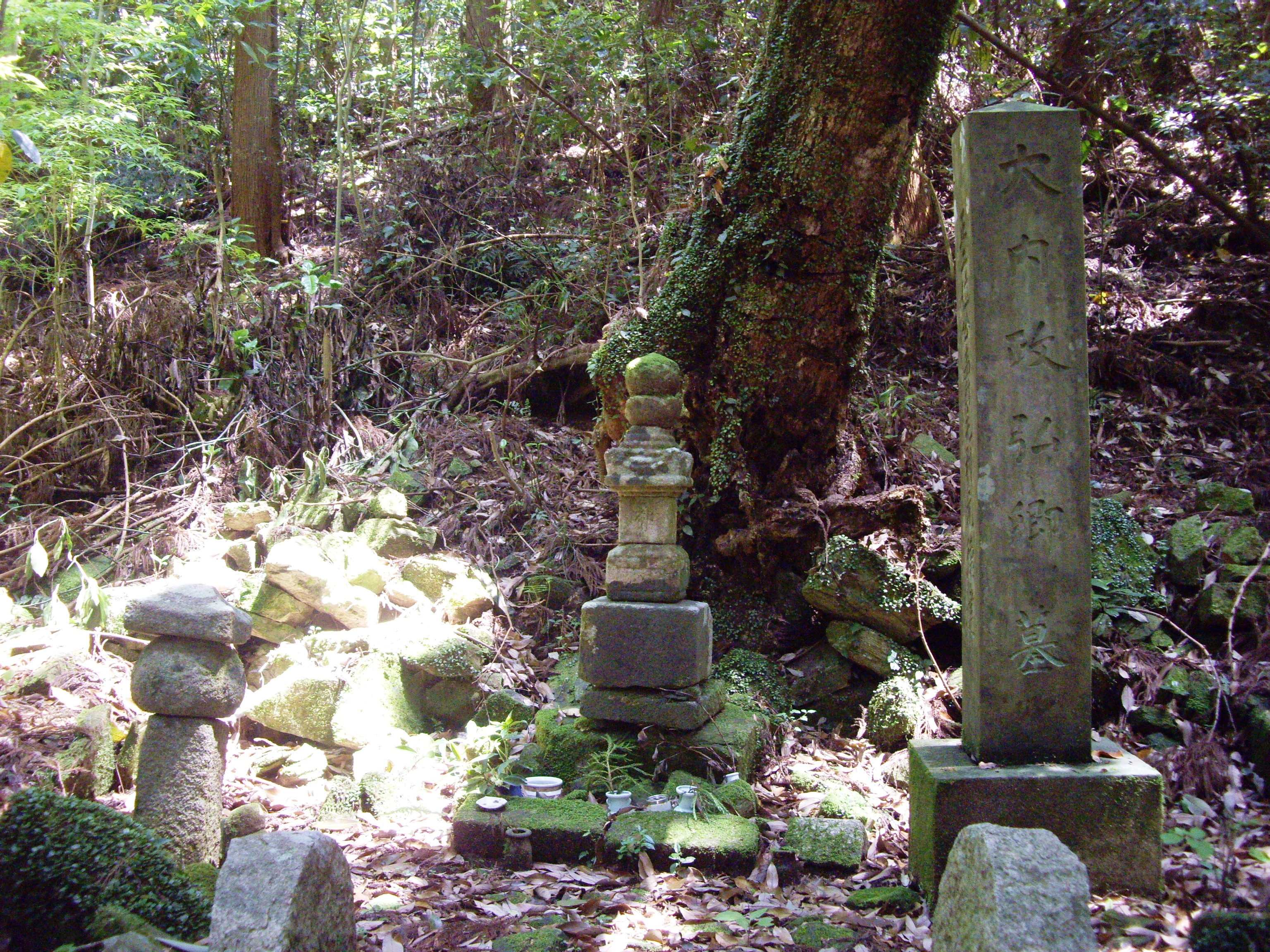

Hosokawa Tadatoshi (大内 政弘?; 18 settembre 1446 – 6 ottobre 1495) è stato un daimyō giapponese del periodo Muromachi appartenente al clan Ōuchi. Protagonista della guerra Ōnin fu uno dei generali più importanti al servizio di Yamana Sōzen.

## Biografia
Figlio di Ōuchi Norihiro si scontrò numerose volte con il rivale del clan Yamana, Hosokawa Katsumoto, e ad un certo punto arrivò a comandare 20.000 uomini e 2.000 barche, spostando le sue truppe via terra e via mare. Queste battaglie si svolgevano per lo più a Kyoto, ma anche nelle proprietà della famiglia Hosokawa e in altri territori circostanti. Nel 1473, sia Sōzen che Katsumoto morirono, ma Masahiro rifiutò di deporre le armi fino a quando non fosse decisa la successione dello shōgun.
Rifiutò persino un ordine diretto dallo stesso shōgun. Alla fine, nel 1475, dopo che molti altri daimyō si sottomisero al volere del nuovo shōgun Ashikaga Yoshihisa, anche Masahiro fece lo stesso, e tornò nella sua casa sua a Kyoto. Lì, distrusse la sua casa, e, secondo alcune storie, anche il palazzo Nijō  dello shōgun, incolpandolo gli ashigaru. 
Masahiro nel 1477 lasciò quindi la città e tornò nelle sue terre nella provincia di Chikuzen dove affrontò e sconfisse Shōni Noriyori. Stabilendosi nei domini della famiglia Ōuchi di Yamaguchi cercò di replicare la cultura trovata a Kyoto. Decorò rigogliosamente il suo castello con opere d'arte importate dalla Cina e dalla Corea, oltre che della stessa arte giapponese. Invitò anche alcuni artisti famosi dell'epoca nella sua casa, tra cui Sesshū, che per lui dipinse nel 1486 la lunga pargamena (Chōkan).